# Samuel Lathrop
Samuel Lathrop (* 1. Mai 1772 in West Springfield, Hampden County, Province of Massachusetts Bay; † 11. Juli 1846 ebenda) war ein US-amerikanischer Politiker. Zwischen 1819 und 1827 vertrat er den Bundesstaat Massachusetts im US-Repräsentantenhaus.

## Werdegang
Nach einer guten Grundschulausbildung studierte Samuel Lathrop bis 1792 am Yale College. Nach einem anschließenden Jurastudium und seiner Zulassung als Rechtsanwalt begann er in West Springfield in diesem Beruf zu arbeiten. In dieser Stadt bekleidete er einige lokale Ämter, unter anderem den Posten des Kämmerers. Politisch war er Mitglied der Föderalistischen Partei.
Bei den Kongresswahlen des Jahres 1818 wurde Lathrop im fünften Wahlbezirk von Massachusetts in das US-Repräsentantenhaus in Washington, D.C. gewählt, wo er am 4. März 1819 die Nachfolge von Elijah H. Mills antrat. Nach drei Wiederwahlen konnte er bis zum 3. März 1827 vier Legislaturperioden im Kongress absolvieren. Seit 1823 vertrat er dort den achten Distrikt seines Staates. Von 1821 bis 1825 war er Vorsitzender des Committee on Revisal and Unfinished Business. In den 1820er Jahren schloss er sich der Bewegung gegen den späteren Präsidenten Andrew Jackson an und wurde Mitglied der kurzlebigen National Republican Party.
Nach dem Ende seiner Zeit im US-Repräsentantenhaus praktizierte Samuel Lathrop wieder als Anwalt. Außerdem betätigte er sich in der Landwirtschaft. In den Jahren 1829 und 1830 war er Mitglied und Präsident des Senats von Massachusetts. Er starb am 11. Juli 1846 in seinem Heimatort West Springfield.